# Princípio da resolução
O princípio da resolução é uma regra de inferência que dá origem a uma técnica de demonstração por refutação para sentenças e inferências da lógica proposicional e da lógica de primeira ordem.

## A resolução na lógica proposicional

### Regra de resolução
O sistema dedutivo de resolução na lógica proposicional não possui axiomas, mas apenas uma regra de inferência que produz, a partir de duas cláusulas, uma nova cláusula implicada por elas. A regra de resolução toma duas cláusulas contendo literais complementares e produz uma nova cláusula com todos os literais de ambos, excluídos estes complementares. Formalmente, onde {\displaystyle a_{i}} e {\displaystyle b_{j}} são literais complementares:
{\displaystyle {\frac {a_{1}\lor \ldots \vee a_{i-1}\vee a_{i}\vee a_{i+1}\vee \ldots \lor a_{n},\quad b_{1}\lor \ldots \vee b_{j-1}\vee b_{j}\vee b_{j+1}\vee \ldots \lor b_{m}}{a_{1}\lor \ldots \lor a_{i-1}\lor a_{i+1}\lor \ldots \lor a_{n}\lor b_{1}\lor \ldots \lor b_{j-1}\lor b_{j+1}\lor \ldots \lor b_{m}}}}
A cláusula produzida pela regra de resolução é chamada de resolvente das duas cláusulas iniciais.
Quando as duas cláusulas contêm mais de um par de literais complementares, a regra de resolução pode ser aplicada (independentemente) para cada par. Entretanto, apenas o par de literais resolvidos pode ser removido: todos os outros pares de literais permanecem na cláusula resolvente.

### Uma técnica de resolução
Quando usada em conjunto com um algoritmo de busca, a regra de resolução ganha poder e utiliza o algoritmo de busca para decidir a satisfatibilidade de uma fórmula proposicional e a validade da sentença sob um conjunto de axiomas.
Esta técnica de resolução usa prova por contradição e é baseada no fato de que qualquer sentença da lógica proposicional pode ser convertida para uma sentença equivalente na forma normal conjuntiva. Os passos são os seguintes:
- Todas as premissas e a negação da sentença a ser provada (conjectura) tem que estar conectadas por conjunções.
- A sentença resultante é convertida para a forma normal conjuntiva (tratada como um conjunto de cláusulas, S).
- A regra de resolução é aplicada a todos os possíveis pares de cláusulas que contém literais complementares. Após cada aplicação da regra de resolução, a cláusula resultante é simplificada removendo-se os literais repetidos. Se a cláusula contém literais complementares, ela é descartada (como uma tautologia). Caso contrário, e se ela ainda não está presente no conjunto de cláusulas S, então ela é adicionada a S, e é considerada para posteriores inferências da resolução.
- Se depois de aplicar a regra de resolução uma cláusula vazia é derivada, a formula inteira não é satisfeita (ou contraditória), então é possível concluir que a conjectura inicial provém das premissas originais.
- Se, por outro lado, a cláusula vazia não pode ser derivada, e a regra de resolução não pode ser aplicada para derivar mais cláusulas, a conjectura não é um teorema da base de conhecimentos original.

Outra instância deste algoritmo é o algoritmo de Davis-Putnam original, que foi mais tarde refinado para o algoritmo DPLL, que removeu a necessidade de uma representação explícita dos resolventes.
Como exemplo do algoritmo acima, considere a seguinte fórmula:
```

  

    

      

        
¬

        
p

        
∧

        
(

        
q

        
∨

        
r

        
∨

        
q

        
)

        
∧

        
(

        
¬

        
r

        
∨

        
¬

        
s

        
)

        
∧

        
(

        
p

        
∨

        
s

        
)

        
∧

        
(

        
¬

        
q

        
∨

        
¬

        
s

        
)

      

    

    
{\displaystyle \neg p\wedge (q\vee r\vee q)\wedge (\neg r\vee \neg s)\wedge (p\vee s)\wedge (\neg q\vee \neg s)}

  

```

Que pode ser vista como um conjunto de cláusulas:
```

  

    

      

        
{

        
{

        
¬

        
p

        
}

        
,

        
{

        
q

        
,

        
r

        
}

        
,

        
{

        
¬

        
r

        
,

        
¬

        
s

        
}

        
,

        
{

        
p

        
,

        
s

        
}

        
,

        
{

        
¬

        
q

        
,

        
¬

        
s

        
}

        
}

      

    

    
{\displaystyle \{\{\neg p\},\{q,r\},\{\neg r,\neg s\},\{p,s\},\{\neg q,\neg s\}\}}

  

```

Seja {\displaystyle C} um conjunto de cláusulas e representamos por {\displaystyle \bot } a cláusula vazia, {\displaystyle \{\}}.
Aplica-se então a regra de inferência:
- {\displaystyle {\frac {\{C,p\}\quad \{C',\neg p\}}{\{C,C'\}}}}

Aplicando a regra no conjunto de cláusulas do exemplo acima:
Foi possível então a dedução da cláusula vazia a partir do conjunto inicial de cláusulas.

## A resolução na lógica de primeira ordem
A resolução na Lógica de primeira ordem condensa os silogismos tradicionais de inferência lógica em uma única regra.
Para entender como a resolução funciona, considere o seguinte exemplo de  silogismo da lógica aristotélica:
```
Todos os gregos são europeus.
Homero é grego.
Então, Homero é europeu.
```

Ou de maneira mais geral:
```

  

    

      

        
∀

      

    

    
{\displaystyle \forall }

  

X.(P(X) implica Q(X)).
P(a).
Então, Q(a).
```

Para traçar o raciocínio usado na técnica de resolução, primeiro as cláusulas devem ser convertidas para a forma normal conjuntiva. Nessa forma, todas as quantificações se tornam implícitas: quantificadores universais em variáveis (X, Y...) são simplesmente omitidos quando subentendidos, enquanto variáveis em quantificadores existenciais são substituídas por funções de Skolem.
```

  

    

      

        
¬

      

    

    
{\displaystyle \neg }

  

P(X) 

  

    

      

        
∨

      

    

    
{\displaystyle \vee }

  

 Q(X)
P(a) 
Então, Q(a)
```

Então a questão é, como a técnica de resolução deriva a última cláusula a partir das duas primeiras? A regra é simples:
- Encontre duas cláusulas contendo o mesmo predicado, onde uma cláusula é negada e a outra não.
- Faça a unificação em ambos os predicados. (Se a unificação falhar, então você fez uma má escolha de predicados. Volte para o passo anterior e tente novamente.)
- Se, após a unificação, alguma variável não-ligada que foi ligada nos predicados unificados também ocorre em outros predicados nas duas cláusulas, então substitua pelos seus respectivos termos ligados.
- Descarte os predicados unificados, e combine o restante das duas cláusulas em uma nova cláusula.

Para aplicar essa regra no exemplo acima, nós encontramos o predicado ‘P’ na forma negada na primeira cláusula:
```

  

    

      

        
¬

      

    

    
{\displaystyle \neg }

  

P(X)
```

E em forma não negada na segunda cláusula:
```
P(a)
```

X é uma variável livre, enquanto a é um átomo. Unificando os dois obtemos a substituição:
```

  

    

      

        
σ

      

    

    
{\displaystyle \sigma }

  

 = [(a,X)]
```

Descartando os predicados unificados, e aplicando a substituição dos predicados restantes (apenas Q(X), nesse caso), obtemos a conclusão:
```
Q(a)
```

Para um outro exemplo, considere a forma silogística:
```
Todos os políticos são corruptos.
Todos os corruptos são mentirosos.
Então todos os políticos são mentirosos.
```

Ou de maneira mais geral:
```

  

    

      

        
∀

      

    

    
{\displaystyle \forall }

  

X P(X) implica Q(X)

  

    

      

        
∀

      

    

    
{\displaystyle \forall }

  

X Q(X) implica R(X)
Então, 

  

    

      

        
∀

      

    

    
{\displaystyle \forall }

  

X P(X) implica R(X)
```

Na FNC (Forma Normal Conjuntiva):
```

  

    

      

        
¬

      

    

    
{\displaystyle \neg }

  

P(X) 

  

    

      

        
∨

      

    

    
{\displaystyle \vee }

  

 Q(X)

  

    

      

        
¬

      

    

    
{\displaystyle \neg }

  

Q(Y) 

  

    

      

        
∨

      

    

    
{\displaystyle \vee }

  

 R(Y)
```

(Note que a variável na segunda cláusula foi renomeada para deixar claro que variáveis em cláusulas diferentes são distintas)
Agora, unificando Q(X) na primeira cláusula com Q(Y) na segunda cláusula temos que X e Y se tornam a mesma variável. Efetuando esta substituição nas cláusulas restantes e combinando-as, temos a conclusão:
```

  

    

      

        
¬

      

    

    
{\displaystyle \neg }

  

P(X) 

  

    

      

        
∨

      

    

    
{\displaystyle \vee }

  

 R(X)
```

## Mais exemplos

### Lógica Proposicional

#### Exemplo 1
Socrátes e Platão
- Sócrates está em tal situação que ele estaria disposto a visitar Platão (S), só se Platão estivesse disposto a visitá-lo (P);

{\displaystyle (P\rightarrow S)}
- Platão está em tal situação que ele não estaria disposto a visitar Sócrates, se Sócrates estivesse disposto a visitá-lo;

{\displaystyle (S\rightarrow \neg P)}
- Platão está em tal situação que ele estaria disposto a visitar Sócrates, se Sócrates não estivesse disposto a visitá-lo.

{\displaystyle (\neg S\rightarrow P)}
- Pergunta-se:

Sócrates está disposto a visitar Platão ou não?
{\displaystyle (P\rightarrow S),(S\rightarrow \neg P),(\neg S\rightarrow P)\models S}
Transformação de {\displaystyle (P\rightarrow S)\wedge (S\rightarrow \neg P)\wedge (\neg S\rightarrow P)} para a forma conjuntiva:
```

  

    

      

        
P

        
→

        
S

        

        
≡

        

        
¬

        
P

        
∨

        
S

      

    

    
{\displaystyle P\rightarrow S\quad \equiv \quad \neg P\vee S}

  

```

```

  

    

      

        
S

        
→

        
¬

        
P

        

        
≡

        

        
¬

        
S

        
∨

        
¬

        
P

      

    

    
{\displaystyle S\rightarrow \neg P\quad \equiv \quad \neg S\vee \neg P}

  

```

```

  

    

      

        
¬

        
S

        
→

        
P

        

        
≡

        

        
S

        
∨

        
P

      

    

    
{\displaystyle \neg S\rightarrow P\quad \equiv \quad S\vee P}

  

```

Temos então o seguinte conjunto de cláusulas:
```

  

    

      

        
{

        
{

        
¬

        
P

        
,

        
S

        
}

        
,

        
{

        
¬

        
S

        
,

        
¬

        
P

        
}

        
,

        
{

        
S

        
,

        
P

        
}

        
,

        
{

        
¬

        
S

        
}

        
}

      

    

    
{\displaystyle \{\{\neg P,S\},\{\neg S,\neg P\},\{S,P\},\{\neg S\}\}}

  

```

Resolução:
```

  

    

      

        

          

            

              
{

              
¬

              
S

              
}

              

              
{

              
S

              
,

              
P

              
}

            

            

              
{

              
P

              
}

            

          

        

      

    

    
{\displaystyle {\frac {\{\neg S\}\qquad \{S,P\}}{\{P\}}}}

  

```

```

  

    

      

        

          

            

              
{

              
¬

              
S

              
}

              

              
{

              
¬

              
P

              
,

              
S

              
}

            

            

              
{

              
¬

              
P

              
}

            

          

        

      

    

    
{\displaystyle {\frac {\{\neg S\}\qquad \{\neg P,S\}}{\{\neg P\}}}}

  

```

```

  

    

      

        

          

            

              
{

              
P

              
}

              

              
{

              
¬

              
P

              
}

            

            
⊥

          

        

      

    

    
{\displaystyle {\frac {\{P\}\qquad \{\neg P\}}{\bot }}}

  

```

Portanto concluímos que Sócrates está disposto a visitar Platão.

#### Exemplo 2
Ana
- Se Anelise não for cantora (P) ou Anamélia for pianista(Q), então Anaís será professora (R).

{\displaystyle ((\neg P\vee Q)\rightarrow R)}
- Se Ana for atleta (S), então Anamélia será pianista (Q).

{\displaystyle (S\rightarrow Q)}
- Se Anelise for cantora (P), então Ana será atleta (S).

{\displaystyle (P\rightarrow S)}
- Anamélia não será pianista (Q).

{\displaystyle (\neg Q)}
É possível concluir que Anaís é professora (R)?
{\displaystyle (\neg P\vee Q)\rightarrow R,S\rightarrow Q,P\rightarrow S,\neg Q\models R}
Transformação do conjunto de premissas para a forma conjuntiva:
```

  

    

      

        
¬

        
P

        
∨

        
Q

        
→

        
R

      

    

    
{\displaystyle \neg P\vee Q\rightarrow R}

  

  

    

      

        
≡

        
¬

        
(

        
¬

        
P

        
∨

        
Q

        
)

        
∨

        
R

      

    

    
{\displaystyle \equiv \neg (\neg P\vee Q)\vee R}

  

  

    

      

        
≡

        
(

        
¬

        
¬

        
P

        
∧

        
¬

        
Q

        
)

        
∨

        
R

      

    

    
{\displaystyle \equiv (\neg \neg P\wedge \neg Q)\vee R}

  

  

    

      

        
≡

        
(

        
P

        
∧

        
¬

        
Q

        
)

        
∨

        
R

      

    

    
{\displaystyle \equiv (P\wedge \neg Q)\vee R}

  

  

    

      

        
≡

        
(

        
P

        
∨

        
R

        
)

        
∧

        
(

        
¬

        
Q

        
∨

        
R

        
)

      

    

    
{\displaystyle \equiv (P\vee R)\wedge (\neg Q\vee R)}

  

```

```

  

    

      

        
S

        
→

        
Q

        

        
≡

        

        
¬

        
S

        
∨

        
Q

      

    

    
{\displaystyle S\rightarrow Q\quad \equiv \quad \neg S\vee Q}

  

```

```

  

    

      

        
P

        
→

        
S

        

        
≡

        

        
¬

        
P

        
∨

        
S

      

    

    
{\displaystyle P\rightarrow S\quad \equiv \quad \neg P\vee S}

  

```

Temos então o seguinte conjunto de cláusulas:
```

  

    

      

        
{

        
{

        
P

        
,

        
R

        
}

        
,

        
{

        
¬

        
Q

        
,

        
R

        
}

        
,

        
{

        
¬

        
S

        
,

        
Q

        
}

        
,

        
{

        
¬

        
P

        
,

        
S

        
}

        
,

        
{

        
¬

        
Q

        
}

        
,

        
{

        
¬

        
R

        
}

        
}

      

    

    
{\displaystyle \{\{P,R\},\{\neg Q,R\},\{\neg S,Q\},\{\neg P,S\},\{\neg Q\},\{\neg R\}\}}

  

```

Resolução:
```

  

    

      

        

          

            

              
{

              
¬

              
R

              
}

              

              
{

              
P

              
,

              
R

              
}

            

            

              
{

              
P

              
}

            

          

        

      

    

    
{\displaystyle {\frac {\{\neg R\}\quad \{P,R\}}{\{P\}}}}

  

```

```

  

    

      

        

          

            

              
{

              
P

              
}

              

              
{

              
¬

              
P

              
,

              
S

              
}

            

            

              
{

              
S

              
}

            

          

        

      

    

    
{\displaystyle {\frac {\{P\}\quad \{\neg P,S\}}{\{S\}}}}

  

```

```

  

    

      

        

          

            

              
{

              
S

              
}

              

              
{

              
¬

              
S

              
,

              
Q

              
}

            

            

              
{

              
Q

              
}

            

          

        

      

    

    
{\displaystyle {\frac {\{S\}\quad \{\neg S,Q\}}{\{Q\}}}}

  

```

```

  

    

      

        

          

            

              
{

              
Q

              
}

              

              
{

              
¬

              
Q

              
}

            

            
⊥

          

        

      

    

    
{\displaystyle {\frac {\{Q\}\quad \{\neg Q\}}{\bot }}}

  

```

Concluimos, portanto, que Anaís é Professora.

### Lógica de Primeira Ordem

#### Exemplo 1
Toda pessoa é sábia ou tucana.
Zé não é tucano. Zé é sábio?
```
U = pessoas
I[q(x)] = T sse x é sábio
I[p(x)] = T sse x é tucana
I[a] = Zé
```

O que quero provar??
Toda pessoa é sábia ou tucana.
Zé não é tucano. Zé é sábio?
```

  

    

      

        
(

        
∀

        
x

        
(

        
p

        
(

        
x

        
)

        
∨

        
q

        
(

        
x

        
)

        
)

        
∧

        
¬

        
p

        
(

        
a

        
)

        
)

        
→

        
q

        
(

        
a

        
)

      

    

    
{\displaystyle (\forall x(p(x)\vee q(x))\wedge \neg p(a))\rightarrow q(a)}

  

```

Por refutação:
```

  

    

      

        
¬

        
(

        
(

        
(

        
∀

        
x

        
(

        
p

        
(

        
x

        
)

        
∨

        
q

        
(

        
x

        
)

        
)

        
∧

        
¬

        
p

        
(

        
a

        
)

        
)

        
→

        
q

        
(

        
a

        
)

        
)

      

    

    
{\displaystyle \neg (((\forall x(p(x)\vee q(x))\wedge \neg p(a))\rightarrow q(a))}

  

  

    

      

        
≡

        
¬

        
(

        
¬

        
(

        
(

        
∀

        
x

        
(

        
p

        
(

        
x

        
)

        
∨

        
q

        
(

        
x

        
)

        
)

        
∧

        
¬

        
p

        
(

        
a

        
)

        
)

        
∨

        
q

        
(

        
a

        
)

        
)

      

    

    
{\displaystyle \equiv \neg (\neg ((\forall x(p(x)\vee q(x))\wedge \neg p(a))\vee q(a))}

  

  

    

      

        
≡

        
(

        
∀

        
x

        
(

        
p

        
(

        
x

        
)

        
∨

        
q

        
(

        
x

        
)

        
)

        
∧

        
¬

        
p

        
(

        
a

        
)

        
)

        
∧

        
¬

        
q

        
(

        
a

        
)

      

    

    
{\displaystyle \equiv (\forall x(p(x)\vee q(x))\wedge \neg p(a))\wedge \neg q(a)}

  

  

    

      

        
≡

        
∀

        
x

        
(

        
p

        
(

        
x

        
)

        
∨

        
q

        
(

        
x

        
)

        
)

        
∧

        
¬

        
p

        
(

        
a

        
)

        
∧

        
¬

        
q

        
(

        
a

        
)

      

    

    
{\displaystyle \equiv \forall x(p(x)\vee q(x))\wedge \neg p(a)\wedge \neg q(a)}

  

```

Eliminamos o quantificador universal:
```

  

    

      

        
(

        
p

        
(

        
x

        
)

        
∨

        
q

        
(

        
x

        
)

        
)

        
∧

        
¬

        
p

        
(

        
a

        
)

        
∧

        
¬

        
q

        
(

        
a

        
)

      

    

    
{\displaystyle (p(x)\vee q(x))\wedge \neg p(a)\wedge \neg q(a)}

  

```

Como é possível notar, a sentença já se encontra na forma normal clausal.
- Nota: A forma normal clausal é simplesmente o nome que recebe a forma normal

conjuntiva após passar pelo processo de conversão, skolemização e 
reorganização típicos da lógica de primeira ordem.
Temos então o conjunto de cláusulas:
```

  

    

      

        
{

        
{

        
p

        
(

        
x

        
)

        
,

        
q

        
(

        
x

        
)

        
}

        
,

        
{

        
¬

        
p

        
(

        
a

        
)

        
}

        
,

        
{

        
¬

        
q

        
(

        
a

        
)

        
}

        
}

      

    

    
{\displaystyle \{\{p(x),q(x)\},\{\neg p(a)\},\{\neg q(a)\}\}}

  

```

Agora aplicamos a resolução:
```

  

    

      

        

          

            

              
{

              
p

              
(

              
x

              
)

              
,

              
q

              
(

              
x

              
)

              
}

              

              
{

              
¬

              
p

              
(

              
a

              
)

              
}

            

            

              
{

              
q

              
(

              
a

              
)

              
}

            

          

        

      

    

    
{\displaystyle {\frac {\{p(x),q(x)\}\quad \{\neg p(a)\}}{\{q(a)\}}}}

  

 
com 

  

    

      

        
σ

      

    

    
{\displaystyle \sigma }

  

1
=[(x,a)]
```

```

  

    

      

        

          

            

              
{

              
¬

              
q

              
(

              
a

              
)

              
}

              

              
{

              
q

              
(

              
a

              
)

              
}

            

            
⊥

          

        

      

    

    
{\displaystyle {\frac {\{\neg q(a)\}\quad \{q(a)\}}{\bot }}}

  

com 

  

    

      

        
σ

      

    

    
{\displaystyle \sigma }

  

2
=[(x,a)]
```

Chegamos então a uma cláusula vazia.
Portanto, concluímos que se Zé não é Tucano então Zé é sábio.

#### Exemplo 2
Agora um exemplo mais direto e detalhado:
Seja a fórmula:
```

  

    

      

        
P

        
(

        
x

        
)

        
→

        
∃

        
.

        
P

        
(

        
x

        
)

      

    

    
{\displaystyle P(x)\rightarrow \exists .P(x)}

  

```

Vamos mostrar que existe uma refutação da negação desta fórmula:
Passo 1: Negar a fórmula
```

  

    

      

        
¬

        
(

        
P

        
(

        
x

        
)

        
→

        
∃

        
.

        
P

        
(

        
x

        
)

        
)

      

    

    
{\displaystyle \neg (P(x)\rightarrow \exists .P(x))}

  

```

Passo 2: Forma normal prenex
```

  

    

      

        
∀

        
y

        
.

        
¬

        
(

        
P

        
(

        
x

        
)

        
→

        
P

        
(

        
y

        
)

        
)

      

    

    
{\displaystyle \forall y.\neg (P(x)\rightarrow P(y))}

  

```

Passo 3: Fechar existencialmente da Fórmula
```

  

    

      

        
∃

        
x

        
.

        
∀

        
y

        
.

        
¬

        
(

        
P

        
(

        
x

        
)

        
→

        
P

        
(

        
y

        
)

        
)

      

    

    
{\displaystyle \exists x.\forall y.\neg (P(x)\rightarrow P(y))}

  

```

Passo 4: Skolemizar
```

  

    

      

        
∀

        
y

        
.

        
(

        
P

        
(

        
a

        
)

        
→

        
P

        
(

        
y

        
)

        
)

      

    

    
{\displaystyle \forall y.(P(a)\rightarrow P(y))}

  

```

Passo 5: Eliminação de quantificadores universais
```

  

    

      

        
P

        
(

        
a

        
)

        
→

        
P

        
(

        
y

        
)

      

    

    
{\displaystyle P(a)\rightarrow P(y)}

  

```

Passo 6: Forma normal conjuntiva
```

  

    

      

        
¬

        
(

        
P

        
(

        
a

        
)

        
→

        
P

        
(

        
y

        
)

        
)

      

    

    
{\displaystyle \neg (P(a)\rightarrow P(y))}

  

  

    

      

        
≡

        
¬

        
(

        
¬

        
P

        
(

        
a

        
)

        
∨

        
P

        
(

        
y

        
)

        
)

      

    

    
{\displaystyle \equiv \neg (\neg P(a)\vee P(y))}

  

  

    

      

        
≡

        
¬

        
¬

        
P

        
(

        
a

        
)

        
∧

        
¬

        
P

        
(

        
y

        
)

      

    

    
{\displaystyle \equiv \neg \neg P(a)\wedge \neg P(y)}

  

  

    

      

        
≡

        
P

        
(

        
a

        
)

        
∧

        
¬

        
P

        
(

        
y

        
)

      

    

    
{\displaystyle \equiv P(a)\wedge \neg P(y)}

  

```

Passo 7: Notação Clausal
```

  

    

      

        
{

        
{

        
P

        
(

        
a

        
)

        
}

        
,

        
{

        
¬

        
P

        
(

        
y

        
)

        
}

        
}

      

    

    
{\displaystyle \{\{P(a)\},\{\neg P(y)\}\}}

  

```

Passo 8: Resolução
```

  

    

      

        

          

            

              
{

              
P

              
(

              
a

              
)

              
}

              

              
{

              
¬

              
P

              
(

              
a

              
)

              
}

            

            
⊥

          

        

        

      

    

    
{\displaystyle {\frac {\{P(a)\}\quad \{\neg P(a)\}}{\bot }}\qquad }

  

 com 

  

    

      

        
σ

      

    

    
{\displaystyle \sigma }

  

0
 = [(a, y)]
```